# René Lefèvre-Bel
Pour les articles homonymes, voir René Lefèvre et Lefèvre.
René Ferdinand Lefèvre dit René Lefèvre-Bel  ou Lefèvre Bell, né le 31 mai 1909 aux Mureaux (Yvelines) et mort le 10 janvier 1999 à Couilly-Pont-aux-Dames (Seine-et-Marne), est un acteur français.

## Filmographie

### Cinéma
- 1941 : Notre Dame de la Mouise de Robert Péguy
- 1941 : Le Briseur de chaînes de Jacques Daniel-Norman
- 1951 : L'Auberge rouge de Claude Autant-Lara - un gendarme à cheval
- 1952 : La Jeune Folle d'Yves Allégret
- 1953 : La Belle de Cadix de Raymond Bernard
- 1953 : Le Chevalier de la nuit de Robert Darène - le ministre
- 1954 : La Chair et le Diable, de Jean Josipovici
- 1954 : Escalier de service, de Carlo Rim
- 1954 : Cadet Rousselle, d'André Hunebelle
- 1955 : Chantage de Guy Lefranc
- 1955 : Treize à table d'André Hunebelle - un invité
- 1956 : Si Paris nous était conté de Sacha Guitry
- 1956 : La Bande à papa de Guy Lefranc - le directeur de la banque
- 1956 : Ce soir les jupons volent de Dimitri Kirsanoff
- 1956 : La Châtelaine du Liban de Richard Pottier
- 1956 : Lorsque l'enfant parait de Michel Boisrond
- 1956 : Mitsou ou comment l'esprit vient aux filles de Jacqueline Audry
- 1957 : Les Lavandières du Portugal de Pierre Gaspard-Huit
- 1958 : Le Dos au mur d'Édouard Molinaro
- 1958 : Un certain monsieur Jo de René Jolivet
- 1959 : Le Petit Prof de Carlo Rim
- 1959 : Signé Arsène Lupin d'Yves Robert
- 1960 : Monsieur Suzuki de Robert Vernay
- 1961 : Le Pavé de Paris de Henri Decoin - un invité
- 1961 : Aimez-vous Brahms ? - "Goodbye again" d'Anatole Litvak
- 1961 : La Belle Américaine de Robert Dhéry et Pierre Tchernia
- 1962 : Le Crime ne paie pas de Gérard Oury - le domestique dans le sketch : "L'affaire Hugues"
- 1962 : Le Diable et les Dix Commandements de Julien Duvivier - le majordome de Philippe dans le sketch : "Luxurieux point ne sera"
- 1963 : Germinal d'Yves Allégret - Félix, le majordome
- 1965 : Le Majordome de Jean Delannoy - un avocat
- 1965 : Le Gendarme à New York de Jean Girault
- 1966 : La Nuit des généraux de Anatol Litvak
- 1966 : Sale temps pour les mouches de Guy Lefranc
- 1967 : Les Jeunes Loups de Marcel Carné
- 1969 : Les Gros Malins de Raymond Leboursier - Firmin, le majordome
- 1968 : Salut Berthe de Guy Lefranc
- 1969 : La Maison de campagne de Jean Girault - Antoine
- 1970 : Les Assassins de l'ordre de Marcel Carné - L'avocat général
- 1970 : Le Cinéma de papa de Claude Berri
- 1975 : Rosebud d'Otto Preminger - M. Lenormand
- 1976 : Une fille cousue de fil blanc de Michel Lang - le chanoine
- 1977 : Tendre Poulet de Philippe de Broca : le ministre de l’intérieur (non crédité)
- 1978 : Fedora de Billy Wilder

### Télévision
- 1956 : En votre âme et conscience, épisode : L'Affaire Prado de Jean Prat et Claude Barma
- 1970 : Au théâtre ce soir : Adieu Berthe d'Allen Boretz et John Murray, mise en scène Jacques Charon, réalisation Pierre Sabbagh, théâtre Marigny
- 1972 : Au théâtre ce soir : Histoire d'un détective de Sidney Kingsley (en), mise en scène Jean Meyer, réalisation Pierre Sabbagh, théâtre Marigny
- 1974 : Au théâtre ce soir : Les affaires sont les affaires d'Octave Mirbeau, mise en scène Jean Meyer, réalisation Georges Folgoas, théâtre Marigny
- 1976 : Au théâtre ce soir : La Bagatelle de Marcel Achard, mise en scène Jean Meyer, réalisation Pierre Sabbagh, théâtre Édouard VII
- 1977 : Au théâtre ce soir : L'École des cocottes de Paul Armont et Marcel Gerbidon, mise en scène Jacques Ardouin, réalisation Pierre Sabbagh, théâtre Marigny
- 1977 : Moments de gloire, épisode de la série télévisée Minichroniques, de René Goscinny et Jean-Marie Coldefy
- 1977 : Les Enquêtes du commissaire Maigret, épisode : L'Amie de Mme Maigret de Marcel Cravenne
- 1978 : Histoire du chevalier Des Grieux et de Manon Lescaut de Jean Delannoy : un laquais
- 1979 : Le Crime des innocents, téléfilm de Roger Dallier : L'orateur
- 1980 : Au théâtre ce soir : Il est important d'être aimé d'Oscar Wilde, adaptation Jean Anouilh, mise en scène Jacques François, réalisation Pierre Sabbagh, théâtre Marigny : Lane, domestique

## Théâtre
- 1945 : L'Autre Aventure de Marcel Haedrich, mise en scène Jacques Erwin, Théâtre l'Apollo
- 1953 : La Reine blanche de Pierre Barillet et Jean-Pierre Grédy, mise en scène Jean Meyer, Théâtre Michel
- 1957 : Bille en tête de Roland Laudenbach, mise en scène Jean-Jacques Varoujean, Théâtre de la Michodière
- 1959 : Ouragan sur le Caine de Herman Wouk, mise en scène André Villiers, Théâtre des Célestins
- 1968 : Adieu Berthe de John Murray et Allen Boretz, mise en scène Jacques Charon, Théâtre des Bouffes-Parisiens
- 1970 : L'Avare de Molière, mise en scène Jean Meyer, Théâtre des Célestins
- 1972 : Rhinocéros d'Eugène Ionesco, mise en scène Guy Lauzin, Théâtre des Célestins
- 1972 : Histoire d'un détective de Sidney Kingsley (en), mise en scène Jean Meyer, Théâtre des Célestins
- 1972 : Occupe-toi d'Amélie de Georges Feydeau, mise en scène Jacques-Henri Duval, Théâtre des Célestins
- 1973 : Sainte Jeanne de George Bernard Shaw, mise en scène Pierre Franck, Théâtre des Célestins
- 1973 : Les affaires sont les affaires d'Octave Mirbeau, mise en scène Jean Meyer, Théâtre des Célestins
- 1974 : Les Bienfaits de la culture d'Alexis Nikolaïevitch Tolstoï, mise en scène Jean Meyer, Théâtre des Célestins
- 1974 : L'Avare de Molière, mise en scène Jean Meyer, Théâtre des Célestins
- 1975 : Ruy Blas de Victor Hugo, mise en scène Jean Meyer, Théâtre des Célestins
- 1975 : Le Légataire universel de Jean-François Regnard, mise en scène Jean Meyer, Théâtre des Célestins
- 1976 : L'École des femmes de Molière, mise en scène Jean Meyer, Théâtre des Célestins
- 1977 : Les Femmes savantes de Molière, mise en scène Jean Meyer, Théâtre des Célestins
- 1979 : Tovaritch de Jacques Deval, mise en scène Jean Meyer, Théâtre des Célestins, Théâtre de la Madeleine
- 1985 : Les Femmes savantes de Molière, mise en scène Jean Meyer,  Théâtre des Célestins